# Некасп
Некасп (англ. Nakusp) — село в Канаді, у провінції Британська Колумбія, у складі регіонального округу Сентрал-Кутеней.

## Населення
За даними перепису 2016 року, село нараховувало 1605 осіб, показавши зростання на 2,3%, порівняно з 2011-м роком. Середня густина населення становила 199,3 осіб/км².
З офіційних мов обидвома одночасно володіли 70 жителів, тільки англійською — 1 520. Усього 85 осіб вважали рідною мовою не одну з офіційних.
Працездатне населення становило 58,6% усього населення, рівень безробіття — 8,6%.
Середній дохід на особу становив $36 226 (медіана $28 360), при цьому для чоловіків — $45 358, а для жінок $28 352 (медіани — $36 736 та $23 744 відповідно).
29,4% мешканців мали закінчену шкільну освіту, не мали закінченої шкільної освіти — 25,4%, 45,2% мали післяшкільну освіту, з яких 22,2% мали диплом бакалавра, або вищий.
| Статево-вікова структура населення | Статево-вікова структура населення | Статево-вікова структура населення | Статево-вікова структура населення | Статево-вікова структура населення |
| ---------------------------------- | ---------------------------------- | ---------------------------------- | ---------------------------------- | ---------------------------------- |
|                                    |                                    |                                    |                                    |                                    |
| Всього                             | Всього                             | 47,8%52,2%                         |                                    |                                    |
| 0 — 14 років                       | 0 — 14 років                       |                                    | 13,4%                              | 13,4%                              |
| 15 — 64 років                      | 15 — 64 років                      |                                    | 58,4%                              | 58,4%                              |
| 65 і більше                        | 65 і більше                        |                                    | 28,3%                              | 28,3%                              |
| 85 і більше                        | 85 і більше                        |                                    | 3,7%                               | 3,7%                               |
| 100 і більше                       | 100 і більше                       |                                    | 0,3%                               | 0,3%                               |
| Середній вік (років)               | Середній вік (років)               | 47,148,5                           | 47,8                               | 47,8                               |
| Медіана (років)                    | Медіана (років)                    | 49,652,6                           | 51,4                               | 51,4                               |
| — чоловіки — жінки                 |                                    |                                    |                                    |                                    |

| Походження мешканців:     | Походження мешканців:     | Походження мешканців: | Походження мешканців: | Походження мешканців: |
| ------------------------- | ------------------------- | --------------------- | --------------------- | --------------------- |
| Походження                |                           |                       | осіб                  | %                     |
| Корінні американці        | Корінні американці        |                       | 165                   | 10.09%                |
| Інше північноамериканське | Інше північноамериканське |                       | 615                   | 37.61%                |
| Європейське               | Європейське               |                       | 1 340                 | 81.96%                |
| британське                | британське                |                       | 1 035                 | 63.3%                 |
| французьке                | французьке                |                       | 155                   | 9.48%                 |
| українське                | українське                |                       | 80                    | 4.89%                 |
| Латинськоамериканське     | Латинськоамериканське     |                       | 10                    | 0.61%                 |
| Азійське                  | Азійське                  |                       | 60                    | 3.67%                 |
| Океанійське               | Океанійське               |                       | 15                    | 0.92%                 |

## Клімат
Середня річна температура становить 7,5°C, середня максимальна – 22,9°C, а середня мінімальна – -10,5°C. Середня річна кількість опадів – 840 мм.
| Клімат поселення                              | Клімат поселення | Клімат поселення | Клімат поселення | Клімат поселення | Клімат поселення | Клімат поселення | Клімат поселення | Клімат поселення | Клімат поселення | Клімат поселення | Клімат поселення | Клімат поселення | Клімат поселення |
| Показник                                      | Січ.             | Лют.             | Бер.             | Квіт.            | Трав.            | Черв.            | Лип.             | Серп.            | Вер.             | Жовт.            | Лист.            | Груд.            |                  |
| Середній максимум, °C                         | 3,16             | 5,73             | 9,63             | 14,34            | 19,14            | 22,88            | 21,48            | 21,20            | 16,12            | 10,10            | 4,30             | 0,27             |                  |
| Середня температура, °C                       | −3,66            | −1,08            | 2,81             | 7,51             | 12,33            | 16,06            | 18,66            | 18,38            | 13,29            | 7,28             | 1,47             | −2,54            |                  |
| Середній мінімум, °C                          | −10,48           | −7,9             | −4,01            | 0,69             | 5,51             | 9,24             | 15,83            | 15,56            | 10,47            | 4,44             | −1,37            | −5,38            |                  |
| Норма опадів, мм                              | 100              | 65               | 52               | 51               | 62               | 81               | 63               | 56               | 60               | 63               | 90               | 97               |                  |
| Середньомісячна швидкість вітру, м/с          | 1.80             | 1.70             | 1.90             | 2.10             | 2.00             | 2.00             | 1.90             | 1.89             | 1.70             | 1.70             | 1.90             | 1.88             |                  |
| Середньомісячна сонячна радіація, кДж/м²·день | 3280             | 6640             | 11637            | 16621            | 20329            | 21935            | 23335            | 20047            | 14075            | 8031             | 3678             | 2538             |                  |
| --------------------------------------------- | ---------------- | ---------------- | ---------------- | ---------------- | ---------------- | ---------------- | ---------------- | ---------------- | ---------------- | ---------------- | ---------------- | ---------------- | ---------------- |
| Джерело:                                      |                  |                  |                  |                  |                  |                  |                  |                  |                  |                  |                  |                  |                  |